# Ciclismo nos Jogos Olímpicos de Verão de 2016 - Corrida em estrada feminina
A prova de estrada feminina do ciclismo nos Jogos Olímpicos de Verão de 2016 foi disputada em 7 de agosto com largada e chegada no Forte de Copacabana. 
Anna van der Breggen, dos Países Baixos, conquistou a medalha de ouro após terminar a prova quase empatada com a sueca Emma Johansson, medalhista de prata, e com a italiana Elisa Longo Borghini, bronze. A brasileira Flávia Oliveira terminou em sétimo, garantido a melhor marca da história do país na categoria.
A ciclista holandesa Annemiek van Vleuten, que liderava a prova, sofreu um grave acidente na Vista Chinesa, mesmo local onde também se acidentaram os ciclistas Vincenzo Nibali, italiano, e Sergio Henao, colombiano na prova masculina.

## Calendário
Horário local (UTC-3)
| Dia         | Hórário | Fase  |
| ----------- | ------- | ----- |
| 7 de agosto | 12:15   | Final |

## Percurso
O percurso da competição feminina totalizou 141 km de distância. A partir do Forte Copacabana, o pelotão seguiu para oeste, passando pelas praias de Ipanema, Barra e Reserva de Marapendi seguindo pela estrada costeira que levava até ao circuito de 24,8 km do Pontal e Grumari. Depois de duas voltas no setor de Grumari (49,6 km), o percurso voltou para leste pela mesma estrada costeira para entrar no circuito de 25,7 km da Vista Chinesa até a Gávea por uma volta (25,7 km) antes de voltar ao Forte de Copacabana.

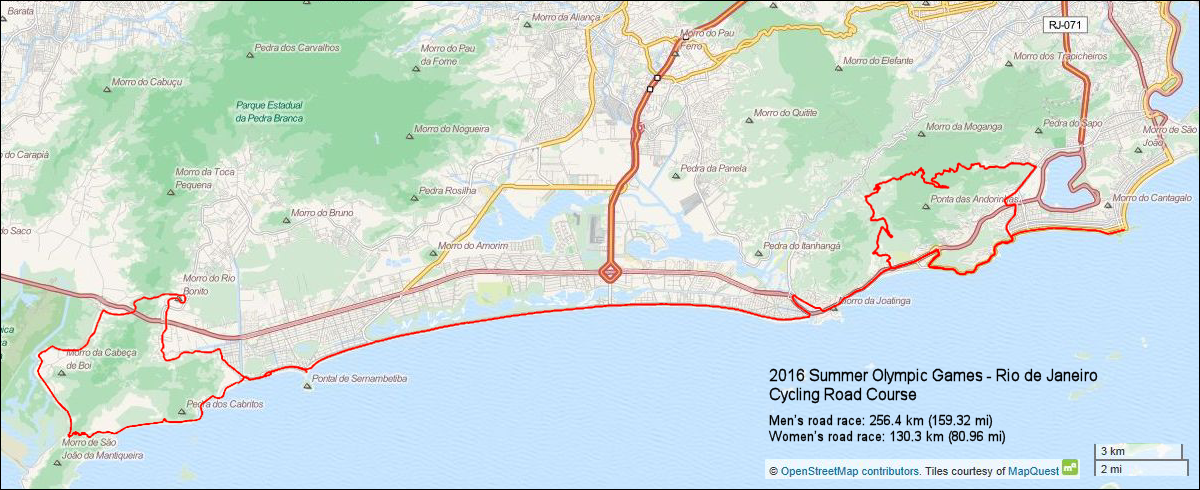
Circuito das Olimpíadas de 2016: 141 km
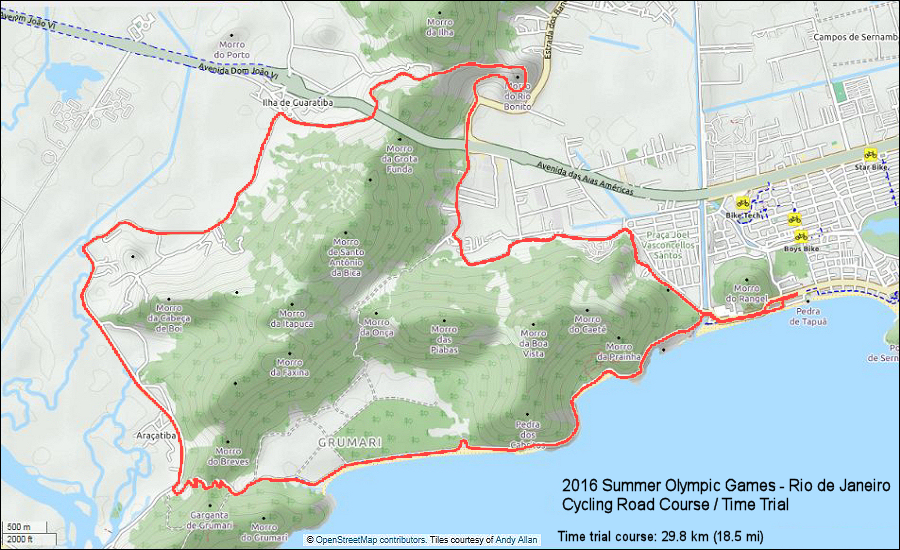
Grumari: 24.8 km
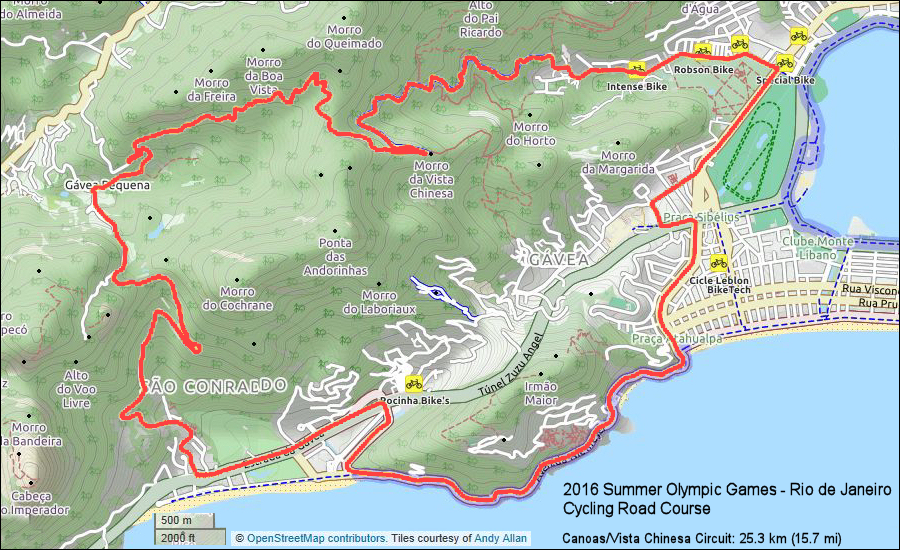
Vista Chinesa: 25.7 km

## Medalhistas
| Ouro   | NED Anna van der Breggen |
| Prata  | SWE Emma Johansson       |
| Bronze | ITA Elisa Longo Borghini |

## Resultados

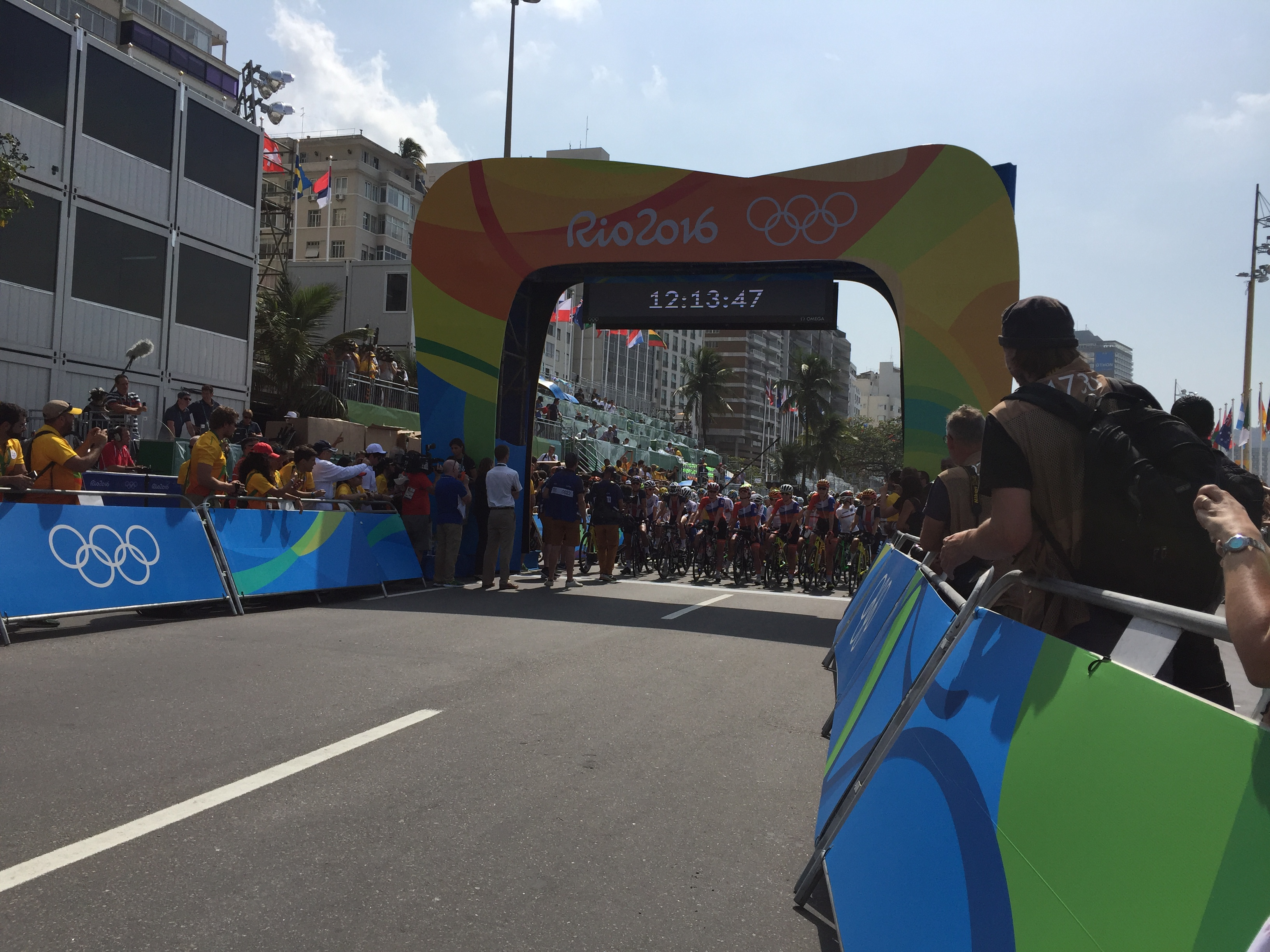
Ciclistas momentos antes da largada para a prova.

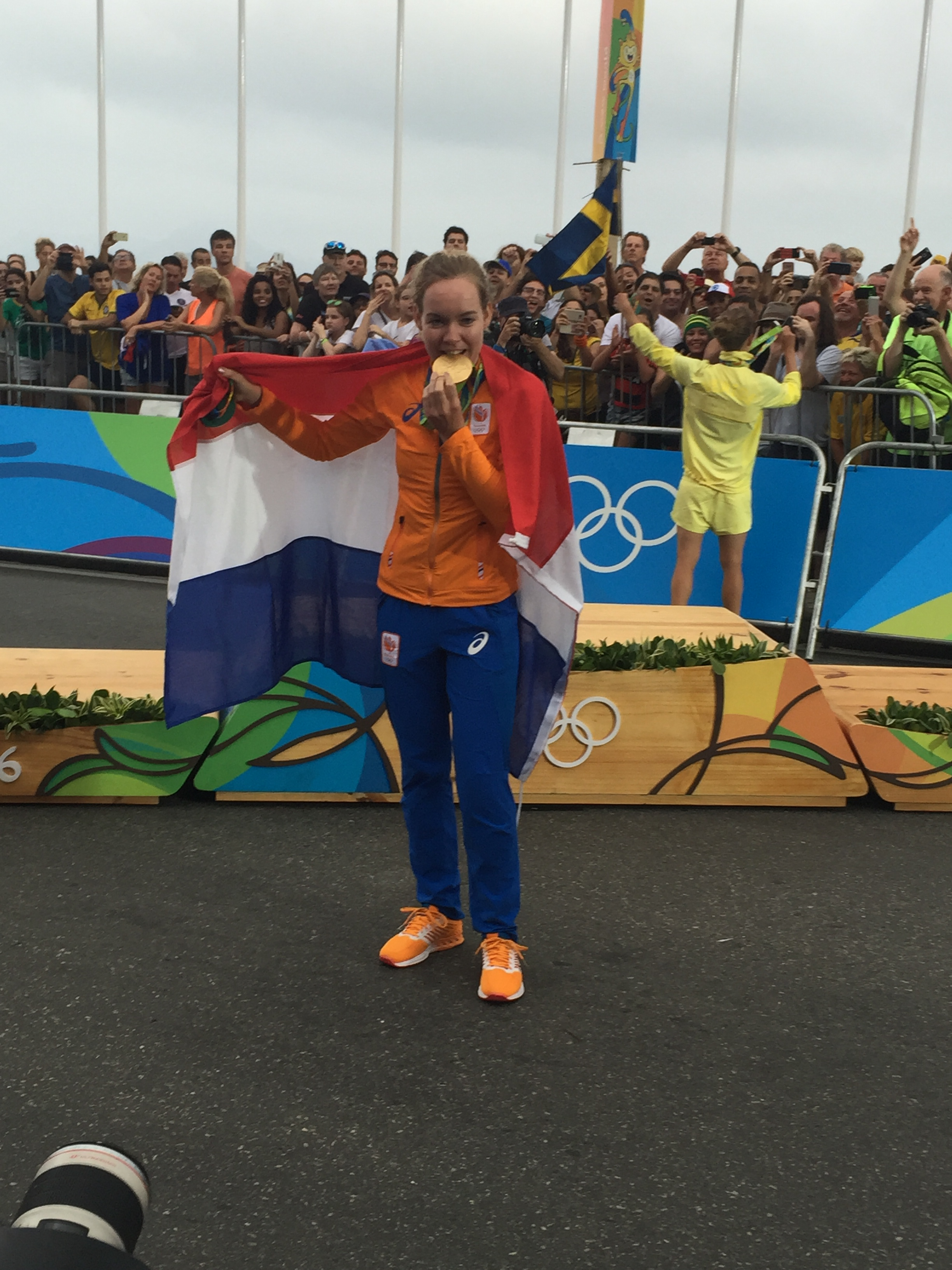
Anna van der Breggen conquistou a medalha de ouro para os Países Baixos.

Na tabela abaixo, "m.t." indica que a ciclista cruzou a linha de chegada no mesmo grupo que a ciclista antes dela, e por isso foi creditado com o mesmo tempo final.
| Pos.              | Ciclista                   | Tempo     |
| ----------------- | -------------------------- | --------- |
| Medalha de ouro   | NED Anna van der Breggen   | 3:51:27   |
| Medalha de prata  | SWE Emma Johansson         | m.t.      |
| Medalha de bronze | ITA Elisa Longo Borghini   | m.t.      |
| 4                 | USA Mara Abbott            | + 4"      |
| 5                 | GBR Lizzie Armitstead      | + 20"     |
| 6                 | POL Katarzyna Niewiadoma   | m.t.      |
| 7                 | BRA Flávia Oliveira        | m.t.      |
| 8                 | SUI Jolanda Neff           | m.t.      |
| 9                 | NED Marianne Vos           | + 1' 14"  |
| 10                | RSA Ashleigh Moolman Pasio | m.t.      |
| 11                | USA Megan Guarnier         | m.t.      |
| 12                | USA Evelyn Stevens         | + 1' 16"  |
| 13                | BLR Alena Amialiusik       | + 2' 16"  |
| 14                | ITA Tatiana Guderzo        | + 2' 19"  |
| 15                | AUS Amanda Spratt          | + 4' 09"  |
| 16                | RUS Olga Zabelinskaya      | + 4' 25"  |
| 17                | JPN Eri Yonamine           | + 4' 56"  |
| 18                | LUX Christine Majerus      | + 5' 07"  |
| 19                | GER Lisa Brennauer         | m.t.      |
| 20                | ITA Elena Cecchini         | m.t.      |
| 21                | NED Ellen van Dijk         | m.t.      |
| 22                | AUS Rachel Neylan          | m.t.      |
| 23                | NZL Linda Villumsen        | m.t.      |
| 24                | POL Małgorzata Jasińska    | m.t.      |
| 25                | CAN Karol-Ann Canuel       | m.t.      |
| 26                | FRA Pauline Ferrand-Prévot | m.t.      |
| 27                | SWE Emilia Fahlin          | + 6' 36"  |
| 28                | CUB Arlenis Sierra         | m.t.      |
| 29                | BEL Anisha Vekemans        | m.t.      |
| 30                | KOR Na Ah-reum             | m.t.      |
| 31                | GER Claudia Lichtenberg    | m.t.      |
| 32                | SLO Polona Batagelj        | m.t.      |
| 33                | NOR Vita Heine             | + 7' 07"  |
| 34                | LTU Daiva Tušlaitė         | m.t.      |
| 35                | AZE Olena Pavlukhina       | + 7' 38"  |
| 36                | UKR Hanna Solovey          | + 9' 35"  |
| 37                | FRA Audrey Cordon          | + 9' 37"  |
| 38                | CAN Leah Kirchmann         | + 10' 02" |
| 39                | RSA An-Li Pretorius        | m.t.      |
| 40                | COL Ana Sanabria           | m.t.      |

| Pos. | Ciclista                 | Tempo     |
| ---- | ------------------------ | --------- |
| 41   | POL Anna Plichta         | m.t.      |
| 42   | ITA Giorgia Bronzini     | + 10' 06" |
| 43   | GER Trixi Worrack        | m.t.      |
| 44   | GER Romy Kasper          | + 10' 40" |
| 45   | BEL Lotte Kopecky        | m.t.      |
| 46   | AUT Martina Ritter       | m.t.      |
| 47   | ESP Ane Santesteban      | + 11' 32" |
| 48   | ISR Shani Bloch          | m.t.      |
| 49   | AUS Gracie Elvin         | + 11' 34" |
| 50   | VEN Jennifer Cesar       | + 11' 51" |
| 51   | FIN Lotta Lepistö        | + 12' 07" |
| 52   | GBR Nikki Harris         | m.t.      |
| 53   | GBR Emma Pooley          | + 17' 45" |
| –    | BRA Clemilda Fernandes   | OTL       |
| –    | CYP Antri Christoforou   | OTL       |
| –    | NED Annemiek van Vleuten | DNF       |
| –    | USA Kristin Armstrong    | DNF       |
| –    | AUS Katrin Garfoot       | DNF       |
| –    | CAN Tara Whitten         | DNF       |
| –    | SWE Sara Mustonen        | DNF       |
| –    | BEL Ann-Sophie Duyck     | DNF       |
| –    | LUX Chantal Hoffmann     | DNF       |
| –    | MEX Carolina Rodríguez   | DNF       |
| –    | CHI Paola Muñoz          | DNF       |
| –    | THA Jutatip Maneephan    | DNF       |
| –    | NAM Vera Adrian          | DNF       |
| –    | CRC Milagro Mena         | DNF       |
| –    | TPE Huang Ting-ying      | DSQ       |